# Золота медаль Бессемера
 Золота медаль Бессемера (англ. Bessemer Gold Medal) — інженерна нагорода, яка щорічно присуджується Інститутом матеріалів, мінералів і гірничої справи «за видатні заслуги в сталеливарній промисловості, винахіднику або розробнику будь-якої значної інновації в процесі, який застосовується у виробництві сталі, або за інновації у використанні сталі в обробній промисловості або економіці в цілому». Передбачається, що лауреат підготує й прочитає Бессемерівську лекцію.
Медаль заснована 1874 року Інститутом чавуну і сталі (наступником якого після низки реорганізацій 2002 року став Інститут матеріалів, мінералів та гірничої справи), президентом якого з 1871 по 1873 рік був Генрі Бессемер.  Першим лауреатом нагороди став англійський металург Ісаак Лотіан Белл.

## Лауреати медалі
Джерела: IOM3 archive website і поточний вебсайт інституту